# Dukla Trenčín Trek/Saison 2014
Dieser Artikel listet Erfolge und Fahrer des Radsportteams Dukla Trenčín Trek in der Saison 2014 auf.

## Erfolge in der UCI Europe Tour
Bei den Rennen der UCI Europe Tour im Jahr 2014 gelangen dem Team nachstehende Erfolge
| Datum    | Rennen                                             | Kat. | Sieger      |
| -------- | -------------------------------------------------- | ---- | ----------- |
| 13. Mai  | Visegrad 4 Bicycle Race - GP Polski Via Odra       | 1.2  | Erik Baška  |
| 5. Juni  | 3. Etappe Slowakei-Rundfahrt                       | 2.2  | Maroš Kováč |
| 26. Juni | Slowakische Meisterschaft – Einzelzeitfahren (U23) | CN   | Mário Daško |
| 25. Juli | Central European Tour Košice-Miskolc               | 1.2  | Erik Baška  |
| 27. Juli | Central European Tour Isaszeg-Budapest             | 1.2  | Erik Baška  |

## Erfolge in der Cyclocross Tour
Bei den Rennen der UCI-Cyclocross-Saison 2013/14 gelangen dem Team nachstehende Erfolge.
| Datum       | Rennen                  | Fahrer         |
| ----------- | ----------------------- | -------------- |
| 1. Dezember | Bryksy Cross, Gościęcin | Róbert Gavenda |

## Zugänge – Abgänge
| Zugänge | Team 2013 | Abgänge        | Team 2014    |
| ------- | --------- | -------------- | ------------ |
|         |           | Michal Kolář   | Tinkoff-Saxo |
|         |           | Róbert Gavenda | Unbekannt    |
|         |           | Matej Vyšňa    | Unbekannt    |

## Mannschaft
| Name          | Geburtstag         | Nationalität |
| ------------- | ------------------ | ------------ |
| Erik Baška    | 12. Januar 1994    | Slowakei     |
| Roman Broniš  | 17. Oktober 1976   | Slowakei     |
| Mário Daško   | 30. Juni 1994      | Slowakei     |
| Matej Jurčo   | 8. August 1984     | Slowakei     |
| Maroš Kováč   | 11. April 1977     | Slowakei     |
| Martin Mahdar | 31. Juli 1989      | Slowakei     |
| Ľuboš Malovec | 10. Februar 1994   | Slowakei     |
| Filip Taragel | 19. Mai 1992       | Slowakei     |
| Patrik Tybor  | 16. September 1987 | Slowakei     |